# Bourbon virus
Il Bourbon virus (BOUV) è un virus scoperto nel 2014, probabilmente trasmesso tramite morso di zecca. È stato isolato per la prima volta in un uomo originario di Bourbon County (Kansas), morto in seguito ad averlo contratto nella tarda primavera del 2014. Non è al momento disponibile alcuna terapia o vaccino per la sua cura.
BOUV è un tipo di Thogotovirus, appartenente alla famiglia di virus ad RNA Orthomyxoviridae. Il Bourbon virus è il primo ad essere identificato nell'Emisfero occidentale  ed è correlato a genomi virali identificati nell'Est Europa, in Africa e in Asia. Di questi virus nessuno è noto per aver causato patologie nell'uomo.
Il Bourbon virus è stato identificato e la sua presenza confermata in almeno tre individui negli Stati Uniti. L'ultima vittima è stata registrata nel Missouri, nel Luglio 2017.  Al momento non è ancora accertato che il virus sia trasmesso tramite morsi di zecca e la sua abilità di influenzare la salute dell'uomo è sconosciuta. Tuttavia il Center for Disease Control and Prevention statunitense ha pubblicato alcune linee guida su come ridurre al minimo i rischi di contagio. 

## Segni e sintomi
Il primo paziente ha sofferto di febbre alta, mal di testa, dolori muscolari e nausea prima di morire a causa di disfunzioni d'organo multiple. L'individuo che ha contratto BOUV presentava anormalità simili a quelle determinate dall'Heartland virus a seguito di morso di zecca o dall'erlichiosi. Queste anomalie comprendevano leucopenia, anemia, un aumento delle transaminasi e una diminuzione dell'appetito.